# Mohammed Enait
Mohammed Faizel Ali Enait (1974) of Mohammed Faizel Ali bin Mohammed Racheed bin Mohammed Karamullah bin Mohammed Enait is een Surinaams-Nederlands jurist en voormalig advocaat die begin 2006 in het nieuws kwam vanwege twee rechtszaken, waarbij zijn religieus geïnspireerd gedrag centraal stond.

## Levensloop
Mohammed Faizel Ali Enait werd geboren in 1974 in Suriname in een islamitisch gezin. Hij woont sinds eind jaren 70 in Nederland.
Van 2002 tot 2007 studeerde Enait rechten aan de Erasmus Universiteit in Rotterdam. Hij studeerde in 2008 af met een Engelstalige scriptie getiteld Terrornoia: how the propa-ugandists used the omni-territorialization of terror for the fundamentalismanization of criminal law in a multi-cultus-ritualistic society die cum-laude werd beoordeeld. Enait werd beëdigd als advocaat op 1 augustus 2008.
Na zijn afstuderen was Enait als advocaat werkzaam bij Jairam Advocaten in Rotterdam. Na het faillissement van dat kantoor in 2009, startte hij een eigen advocatenkantoor in Den Haag, genaamd Advocatenkantoor Enait (later Enait Law).

## Rechtszaken

### Weigeren handen te schudden met vrouwen
Enait kwam in 2006 in de publiciteit naar aanleiding van een door hem aangespannen rechtszaak tegen de gemeente Rotterdam. De gemeente weigerde Enait, een orthodoxe moslim, aan te nemen als klantmanager van de Sociale Dienst nadat hij in 2005 tijdens een sollicitatiegesprek kenbaar maakte dat hij vanwege zijn geloof weigerde vrouwen een hand te geven. Enait legde de zaak voor aan de Commissie gelijke behandeling (CGB) omdat de gemeente onderscheid zou maken op basis van religie. De CGB stelde Enait in het gelijk omdat de gemeente de sollicitant niet had mogen weigeren op basis van zijn (orthodoxe) kledingstijl (tijdens het sollicitatiegesprek had Enait een djellaba gedragen). Ook had de gemeente moeten onderzoeken of er andere begroetingen mogelijk waren. Volgens de gemeente Rotterdam speelde de kleding wel een rol maar geen cruciale, Enait was geweigerd voor de baan omdat hij vrouwen geen hand wilde geven. Rotterdam stelde dat het geven van een hand essentieel is voor de functie van klantmanager, een klantmanager moet mensen immers op hun gemak stellen. Bovendien, zo zei de gemeente, maakte Enait zelf onderscheid op basis van geslacht door vrouwen de hand te weigeren en mannen niet. Hoewel Enait door de CGB in het gelijk werd gesteld, kapittelde de commissie Enait over het door hem gemaakte onderscheid tussen mannen en vrouwen. Enait besloot daarop zijn begroetingsritueel aan te passen: voortaan gaf hij ook mannen geen hand.
Enait eiste vervolgens voor de Rotterdamse rechtbank dat de rechter het gemeentelijk handelen onrechtmatig zou verklaren, verder eiste hij een schadevergoeding van 9.000 euro. Op 6 augustus 2008 stelde de rechtbank de gemeente Rotterdam in het gelijk. De uitspraak vermeldde: "De gemeente mag ervoor kiezen om de in Nederland gebruikelijke begroetings- en beleefdheidsvormen jegens al haar burgers in acht te nemen. Het niet aannemen van Enait is voor de gemeente een passend en noodzakelijk middel om dat doel te bereiken bij de ontvangst van haar klanten, omdat de gemeente geen onderscheid wil maken tussen mannen en vrouwen."
De gemeente reageerde verheugd op het vonnis. De algemeen directeur van de Rotterdamse gemeentelijke dienst Sociale Zaken en Werkgelegenheid, Mart Toet, zei gesterkt te zijn in de gedachte dat Rotterdam in deze zaak op een goede manier had gehandeld. Enait meende dat hij zich op grond van artikel 6 van de Grondwet mag gedragen zoals zijn religie dat voorschrijft. In dit artikel wordt de godsdienstvrijheid gegarandeerd. Op 10 april 2012 deed het Haagse gerechtshof uitspraak in het hoger beroep dat Enait had ingesteld en bekrachtigde het vonnis van de rechtbank.

### Weigeren op te staan voor de rechter
In augustus 2008 werd Mohammed Enait beëdigd als advocaat. Het is gebruikelijk dat iedereen in de rechtszaal opstaat als de rechters binnen komen. Dit wordt gezien als teken van respect voor de rechterlijke macht en de rechtsstaat. Enait weigerde dit, hij stelde dat zijn geloof hem verhindert op te staan voor een rechter omdat volgens de islam alle mensen gelijk zijn; Enait noemde deze islamitische regel "sociaal egalitarisme".
Begin september 2008 besloot de rechtbank te Rotterdam om Enait tegemoet te komen. Enait hoefde niet langer op te staan voor rechters, dit om conflicten te voorkomen. Het Openbaar Ministerie tekende protest aan tegen de beslissing van de rechtbank omdat Enaits handelwijze in strijd zou zijn met de gedragsregels voor advocaten.
Op 18 september 2008 diende de deken van de Orde van Advocaten te Rotterdam een klacht in tegen Enait omdat hij had geweigerd om op te staan voor de rechtbank, omdat hij tijdens de zitting een hoofddeksel had gedragen en omdat hij de rechtbank Rotterdam beledigd zou hebben in een mediaoptreden naar aanleiding van bovengenoemde rechtszaak.
Enait noemde het vonnis "slordig gemotiveerd", "knullig opgesteld" en "typisch van een witte rechter". Volgens Enait was het oordeel van de rechtbank een "boerenvonnis van een rechter uit een boerengat".
Op 4 mei 2009 verklaarde De Raad van Discipline van de Orde van Advocaten de klacht gegrond en werd Enait de maatregel van berisping opgelegd.
Op 11 december 2009 vernietigde het Hof van Discipline deze uitspraak omdat Enait niet de intentie had gehad minachting voor de rechterlijke macht te tonen en op zijn beurt respect mocht verwachten voor zijn "oprechte en authentieke geloofsovertuiging".
Op 22 mei 2015 besliste het Hof van Discipline in hoger beroep evenwel alsnog dat Enait zijn beroep toch niet meer mocht uitoefenen omdat hij 'de grenzen van de betamelijkheid' had overschreden en 'essentiële waarden van de advocatuur' veronachtzaamd.

## Overig
- Enait noemt zichzelf in officiële stukken Mohammed Faizel Ali bin Mohammed Racheed bin Mohammed Karamullah bin Mohammed Enait, wat staat voor Mohammed Faizel Ali zoon van Mohammed Racheed, zoon van etc.
- Enait publiceert regelmatig op de website van de Stichting Mirsab,[12] een stichting opgericht voor en door de Nederlandse moslimgemeenschap. Met een essay Een apologie voor een apologie[13] verschenen op deze website won Enait de hoofdprijs in een essaywedstrijd van de Wiardi Beckman Stichting. De jury noemde Enait 'jong, gedreven en geëngageerd'. Wouter Bos prees Enait om zijn stijl en argumentatie maar zette kanttekeningen bij de inhoud van zijn essay.
- In veel van zijn mediaoptredens en interviews, valt Enait op door zijn taalgebruik. In een artikel in het opinieblad Elsevier werd zijn spreekstijl en woordkeuze omschreven als "platvloers en koeterwaals doorspekt met moeilijke woorden, Engels, flarden van geschiedkundige anekdotes en verholen agressie".[14] De website van stichting Mirsab omschrijft het taalgebruik van Enait als hebbende "een hoog niveau van scherpzinnigheid en gepast sarcasme" en beschrijft Enaits woordenschat als "bovengemiddeld ruim".[15]
- In verschillende interviews liet Enait zich neerbuigend uit over de (etnisch) Nederlandse bevolking en haar cultuur. Zo vergeleek hij de autochtone Nederlanders met Aboriginals.[16] Daarnaast liep Enait weg tijdens een uitzending van het praatprogramma Pauw & Witteman op 11 december 2009. Hij noemde de redactie van het praatprogramma 'eliteracisten'. Op 23 mei 2014 was hij een van de gasten in de slotuitzending van Pauw & Witteman.